# アレクサンドロス・パナグリス

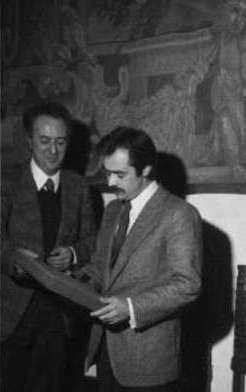
アレクサンドロス・パナグリス

アレクサンドロス・パナグリス（Alexandros Panagoulis, 1939年7月2日 - 1976年5月1日）は、ギリシャの詩人・政治家。
1967年から1974年の間のギリシャの軍事独裁政権への抵抗活動で中心的な役割を担った。特に1968年8月13日に起こしたゲオルギオス・パパドプロス暗殺未遂と拘留中の拷問への抵抗で著名。

## 生涯
アテネのグリファダに軍の将校の次男として生まれた。アテネ工科大学機械電気学部に学び、ゲオルギオス・パパンドレウ率いる中央同盟に参加。
パパドプロスがクーデターを経て独裁政権を樹立すると、軍役における地位を捨て「ギリシャ・レジスタンス」の組織を創設。一時キプロスに脱出するものの密かに入国し1968年8月13日にパパドプロス暗殺を決行、暗殺は未遂に終わり逮捕された。11月3日に軍事法廷に起訴され、11月17日に死刑判決を受ける。処刑のためにマクロニソス島の監獄に収監されるが国際社会の反対から処刑を実行できず、ボギアティの軍刑務所に身柄を移される。そこでも激しい肉体的・精神的拷問を受けるが、何度も脱走を試みその度ごとに逮捕・収監・拷問が繰り返された。
国際的な圧力によってパパドプロスが政治犯に行った大赦も拒絶し、1973年に釈放の後イタリアに亡命した。
1974年にギリシャが民政に復帰すると、パナグリスは帰国。中央同盟の青年組織・ギリシャ民主青年団の議長に就任すると共に国会議員にも当選。独裁政権と協力してきた政治家への追及を行うが、エヴァンゲロス・アヴェロフ率いる同盟執行部と対立。脱党して軍事政権の安保軍に関するファイル（E.S.A.ファイル）を暴露しようとするが、その直前の1976年5月1日にアテネのヴリアグメニス通りで自動車事故で亡くなった。この事故は不可解な点も多く、軍事政権が抱えていた真相の多くが闇へと葬られる結果となった。

## 詩の業績
アレクサンドロス・パナグリスは、拘留中の間、毎日のように、最も厳しい、悪賢い、衝撃的な拷問をされていた。彼の自己財産、戒律、自己の信念を守るという決心そして彼が持ち合わせていたユーモアは、物理的、精神的拷問に耐える防御物として役割を果たした。ボギアティ刑務所の中で、彼は、その最もすぐれた詩を、壁の上にあるいはしばしば彼自身の血を使っての極小さい紙へ書いた。彼の詩の多数は保存されなかった。しかしながら、彼は、なんとかしてそれらのうちいくつかを刑務所にいる間に策略によって友人に託し、あるいは彼の強力な記憶力により後にそれらを書き直した。彼の釈放の後、彼は、ミラノにおいて、それらのいくつかを"Vi scrivo da un carcere in Grecia"（わたしは君達にギリシャの刑務所から書く）というタイトルの下に、有名なイタリアの芸術家ピエル・パオロ・パゾリーニ（Pier Paolo Pasolini）の序文を伴って、出版した。それは、「絵画」（I Bogia）という題名のコレクションのような彼のギリシャでの他の出版物に先行する形となった。

### 詩
約束
あなたが見るであろうその涙 
我々の目から流れ出る 
あなたは決して信じてはならない 
絶望の兆候を 
それらはただの約束
闘いのための約束である 
（ボギアティ軍刑務所、1972年2月）

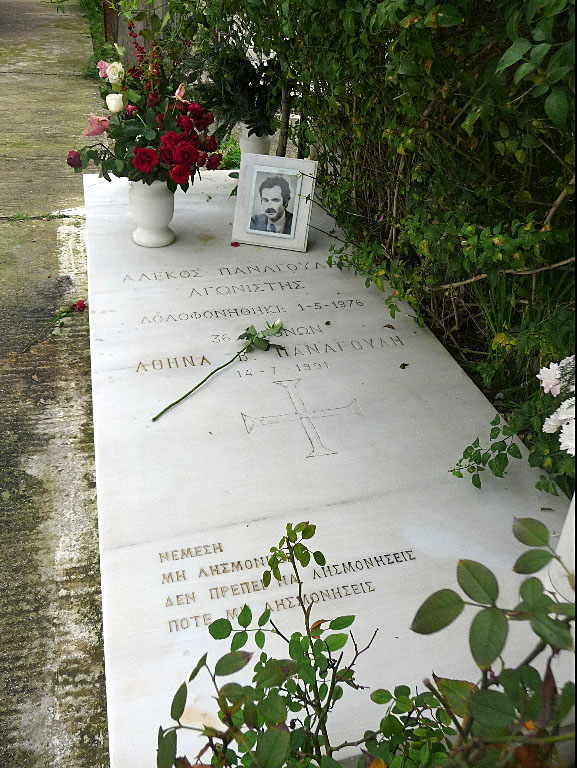
アテネにあるパナグリスの墓

Vi scrivo da un carcere in Grecia, 1974
私の言葉
ペンのための一組のマッチ
血がインクのために床に落ちる 
紙のための忘れられたガーゼの包み 
わたしは何を書くべきか
ただ確かにわたしがどうにかするわたしの言葉 
未知のインク、それは凍る
わたしはあなたに刑務所から書く 
ギリシャにおいて
(ボギアティ軍刑務所、1971年6月5日―悩んだ後)
Vi scrivo da un carcere in Grecia, 1974

## 象徴
アレクサンドロス・パナグリスの人生と業績は、芸術家の関心を引くこととなった。例えば、その政治的信念によりまた軍事政権から追及された著名な作曲家であるミキス・テオドラキス（Mikis Theodorakis）は、彼の詩のいくつかを音楽にした。さらに、パナグリスの詩と人生は、多くの研究者の研究対象となった。しかしながら、人そして政治家としてのパナグリスに最良の方法で名誉を捧げたのは、イタリアのジャーナリストであり彼の仲間で恋人でもあったオリアーナ・ファラーチ（Oriana Fallaci）であり、それは彼女の作品「ある男」（Un Uomo）であった。
「暴君殺害者」同然といえるものに対するその勇気と業績により、アレクサンドロス・パナグリスは、主として、現代のギリシャの政治的、知的な活力となった。自由と民主主義の象徴として、彼はギリシャそして世界中の新しい世代を鼓舞し、人権と市民的、政治的自由のために闘った次なる重要な人々を見いだすこととなった。
ギリシャ国家は、彼の仲間、友人、尊敬者の奨励により、アレクサンドロス・パナグリスの貢献を認めるために、名誉切手（「人々」-20 Drh.、1996年）とテレフォンカード(100ユニット、1996年)を発行し、アテネのアギオス・ドミトリオス（Agios Dmitrios）にある地下鉄の駅「アレクサンドロス・パナグリス駅」（2004年）のような、公共の場所や駅に彼の名前を使ったのである。

## 映画
Panagulis Vive（パナグリスは生きている）、脚本Giuseppe ferrara, Piergiovanni Anchisi, Riccardo Iacona, Thanasis Valtinos, Gianfrancesco Ramacciと共同、プロデューサーGiouseppe Ferrara、撮影Silvio Fraschetti、音楽Dimitris Nikolaou、映画館公開35ミリ、テレビ公開16ミリ、時間110分、Part A（to D - 未完結）、RAI、1980年。

## 著作
- FALLACI, Oriana (1979), Un Uomo, Milan, Rizolli.
- LANGLOIS, Denis (1969), Panagoulis, le sang de la Grece, Paris, Maspero.
- MARDAS, Constantinos (1997), Alexandros Panagoulis - Essays of Death, Athen [In Greek].
- PANAGOYLIS, Alexandros (1974), Vi scrivo da un carcere in Grecia (わたしは君達にギリシャの刑務所から書く), Milan, Rizzoli.
- PANAGOYLIS, Alexandros (1990), Altri seguiranno (And others will follow), Palermo, Flaccovio (Reprint).
- PANAGOYLIS, Alexandros, The Poems, Athen, Papazisi [In Greek].